# Tularosa (Novo México)
Tularosa é uma vila localizada no estado americano de Novo México, no Condado de Otero.

## Demografia
Segundo o censo americano de 2000, a sua população era de 2864 habitantes.
Em 2006, foi estimada uma população de 2811, um decréscimo de 53 (-1.9%).

## Geografia
De acordo com o United States Census Bureau tem uma área de 5,4 km², dos quais 5,4 km² cobertos por terra e 0,0 km² cobertos por água. Tularosa localiza-se a aproximadamente 1374 m acima do nível do mar.

## Localidades na vizinhança
O diagrama seguinte representa as localidades num raio de 32 km ao redor de Tularosa.